# KBS 뉴스 930 대구·경북
《KBS 뉴스 930 대구·경북》은 KBS 대구 1TV에서 매주 평일 오전 9시 45분에 방송 중인 대구 경북 지역 뉴스 프로그램이다.

## 개요
KBS 대구 뉴스 930으로 읽는다.

## 앵커
| 대수 | 진행자          | 진행 기간                           | 비고              |
| ---- | --------------- | ----------------------------------- | ----------------- |
| 1대  | 박은정 아나운서 | 일자 미상 ~ 2024년 9월 21일         | [ 2 ] [ 3 ]       |
| 임시 | 손지민 아나운서 | 2024년 9월 22일                     |                   |
| 2대  | 백명지 아나운서 | 2024년 9월 23일 ~ 2024년 10월 27일  |                   |
| 3대  | 김서현 아나운서 | 2024년 10월 28일 ~ 2024년 12월 15일 |                   |
| 4대  | 진유현 아나운서 | 2024년 12월 16일 ~ 현재             | [ 6 ] [ 7 ] [ 8 ] |

## 경쟁 프로그램
- 930 MBC 뉴스 대구·경북 (대구MBC TV)
- 930 MBC 뉴스 포항 (포항MBC TV)
- TBC 뉴스 (1010) (TBC TV)